# ایزوترم جذب فرویندلیش
ایزوترم جذب فرویندلیش (به انگلیسی: Freundlich adsorption isotherm) یا معادله فرویندلیش یا ایزوترم فرویندلیش یا معادله جذب فرویندلیش یکی از ایزوترم‌های جذب است که به صورت تجربی بدست آمده‌است. این ایزوترم اولین بار در سال ۱۹۲۶ توسط هربرت فرویندلیش ارائه شده‌است. این معادله به صورت زیر بیان می‌شود:
{\displaystyle \theta =a\cdot p^{\frac {1}{n}}}
که در آن θ کسر پوششی سطح (نسبت سطح پوشیده‌شده به کل سطح در دسترس برای جذب)، p فشار یا غلظت گاز مورد نظر، n عددی بزرگتر از واحد و a یک عدد ثابت است. بر خلاف مدل جذب لانگمویر که در آن (تغییرات) آنتالپی جذب مستقل از کسر پوششی است، در ناحیه‌ای‌که ایزوترم فرویندلیش مورد استفاده قرار گیرد، آنتالپی جذب تابعی خطی از {\displaystyle \ln \theta } است.

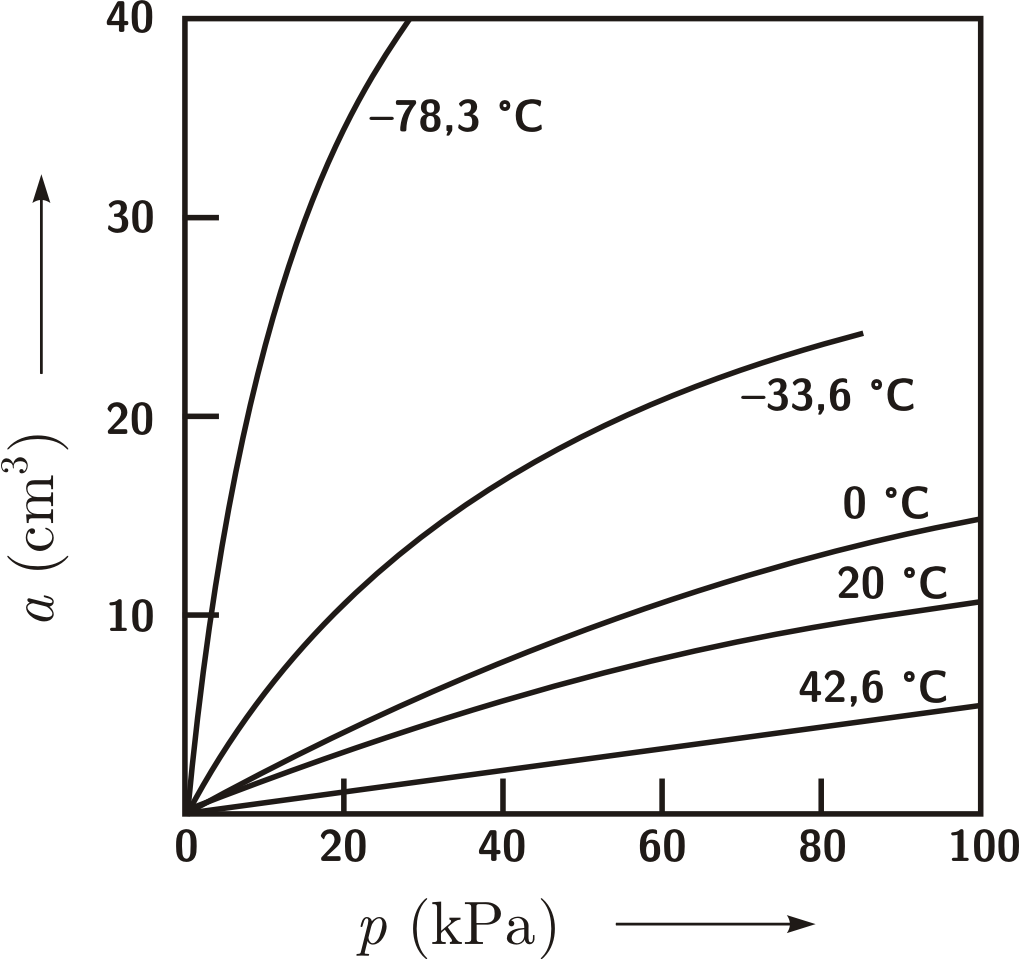
نمایی از نمودار سِیر ایزوترم فرویندلیش در دماهای مختلف؛ (جذب مونوکسید کربن روی زغال سنگ)